# Praia Clube 2021-2022 (pallavolo femminile)
Questa voce raccoglie le informazioni riguardanti il Praia Clube nella stagione 2021-2022.

## Stagione
Il Praia Clube utilizza la denominazione sponsorizzata Dentil/Praia Clube nella stagione 2021-22.
Partecipa alla Superliga Série A chiudendo al primo posto la regular season, con 58 punti; partecipa quindi a un'altra finale scudetto, ma, come nelle tre precedenti, viene sconfitto dal Minas.
In Coppa del Brasile si spinge fino alle semifinali, estromesso dalle future campionesse del Bauru, mentre in precedenza, sempre restando in ambito nazionale, si aggiudica la Supercoppa brasiliana, nell'ennesima finale contro il Minas.
In ambito statale incrocia ancora il club di Belo Horizonte nella finale del Campionato Mineiro, riuscendo ad aggiudicarsi anche in questo caso il trofeo.
A livello internazionale prende invece parte alle due edizioni del campionato sudamericano per club tenutesi nel corso dell'annata: si aggiudica l'edizione 2021, venendo invece sconfitto in finale nell'edizione seguente, giocando contro il Minas in entrambe le finali.

## Organigramma societario
Area direttiva
- Presidente: Carlos Braga

Area tecnica
- Allenatore: Paulo Barros

## Rosa
| N° | Nome                  | Ruolo | Data di nascita   | Nazionalità sportiva |
| -- | --------------------- | ----- | ----------------- | -------------------- |
| 1  | Walewska de Oliveira  | C     | 1º ottobre 1979   | Brasile              |
| 2  | Brayelin Martínez     | O     | 11 settembre 1996 | Rep. Dominicana      |
| 3  | Jineiry Martínez      | C     | 3 dicembre 1997   | Rep. Dominicana      |
| 4  | Cláudia da Silva      | P     | 21 settembre 1987 | Brasile              |
| 7  | Jordane Tolentino     | P     | 23 dicembre 1985  | Brasile              |
| 9  | Angélica Malinverno   | C     | 5 luglio 1989     | Brasile              |
| 10 | Tainara Santos        | S     | 9 marzo 2000      | Brasile              |
| 11 | Anne Buijs            | S     | 2 dicembre 1991   | Paesi Bassi          |
| 12 | Ariane Teixeira       | O     | 27 gennaio 1996   | Brasile              |
| 13 | Kasiely Clemente      | S     | 6 dicembre 1993   | Brasile              |
| 14 | Juliana Perdigão      | L     | 5 aprile 1991     | Brasile              |
| 15 | Ana Carolina da Silva | C     | 8 aprile 1991     | Brasile              |
| 16 | Vanessa Janke         | S     | 8 marzo 1991      | Brasile              |
| 17 | Suelen Pinto          | L     | 4 ottobre 1987    | Brasile              |
| 19 | Lyara Medeiros        | P     | 19 settembre 1996 | Brasile              |

## Statistiche

### Statistiche di squadra
| Competizione                 | Punti | In casa | In casa | In casa | In trasferta | In trasferta | In trasferta | Totale | Totale | Totale |
| Competizione                 | Punti | G       | V       | P       | G            | V            | P            | G      | V      | P      |
| ---------------------------- | ----- | ------- | ------- | ------- | ------------ | ------------ | ------------ | ------ | ------ | ------ |
| Superliga Série A            | 58    | 15      | 12      | 3       | 14           | 12           | 2            | 29     | 24     | 5      |
| Coppa del Brasile            | -     | 1       | 1       | 0       | 0            | 0            | 0            | 2      | 1      | 1      |
| Supercoppa brasiliana        | -     | -       | -       | -       | -            | -            | -            | 1      | 1      | 0      |
| Campionato sudamericano 2021 | 11    | -       | -       | -       | -            | -            | -            | 4      | 4      | 0      |
| Campionato sudamericano 2022 | 6     | -       | -       | -       | -            | -            | -            | 4      | 3      | 1      |
| Totale                       | -     | 16      | 13      | 3       | 14           | 12           | 2            | 40     | 33     | 7      |

### Statistiche dei giocatori
| Giocatrice     | Superliga Série A | Superliga Série A | Superliga Série A | Superliga Série A | Superliga Série A |
| Giocatrice     | P                 | PT                | AV                | MV                | BV                |
| -------------- | ----------------- | ----------------- | ----------------- | ----------------- | ----------------- |
| A. Buijs       | 29                | 326               | 273               | 34                | 19                |
| K. Clemente    | 27                | 239               | 192               | 35                | 12                |
| A.C. da Silva  | 28                | 303               | 145               | 125               | 33                |
| C. da Silva    | 28                | 77                | 36                | 22                | 19                |
| W. de Oliveira | 6                 | 21                | 17                | 3                 | 1                 |
| V. Janke       | 26                | 17                | 14                | 1                 | 2                 |
| L. Medeiros    | 27                | 4                 | 1                 | 0                 | 3                 |
| A. Malinverno  | 6                 | 9                 | 4                 | 5                 | 0                 |
| B. Martínez    | 24                | 357               | 322               | 26                | 9                 |
| J. Martínez    | 28                | 270               | 188               | 68                | 14                |
| J. Perdigão    | 20                | 0                 | 0                 | 0                 | 0                 |
| S. Pinto       | 19                | 0                 | 0                 | 0                 | 0                 |
| T. Santos      | 20                | 124               | 99                | 19                | 6                 |
| A. Teixeira    | 24                | 68                | 52                | 9                 | 7                 |
| J. Tolentino   | 5                 | 0                 | 0                 | 0                 | 0                 |

P = presenze; PT = punti totali; AV = attacchi vincenti; MV = muri vincenti; BV = battute vincenti

NB: Non sono disponibili i dati relativi alla Coppa del Brasile, alla Supercoppa brasiliana, al campionato sudamericano per club 2021 e al campionato sudamericano per club 2022 e, di conseguenza, quelli totali.